# Knjiga Zakona
Knjiga zakona (v izvirniku Liber AL vel Legis) je temeljno sveto besedilo Teleme, kot ga je 8., 9. in 10. aprila 1904 v Kairu zapisal Aleister Crowley. Crowley je trdil, da je nastalo po nareku nesnovnega bitja, imenovanega Aiwass. 
Tri poglavja knjige so zapisana kot nagovor Telemitskih božanstev imenovanih Nuit, Hadit, in Ra-Hoor-Khuit.
Vsebino knjige lahko na kratko razložimo s tremi citati iz knjige same:
1. "Delaj po svoji volji in to naj ti bo ves Zakon."
2. "Ljubezen je zakon, ljubezen vsklajena z voljo."
3. "Vsak moški in vsaka ženska je zvezda."